# Morten Vium
Morten Vium Troelsen, né le 21 novembre 1991 à Skjern (da), est un handballeur danois. Il évolue au poste d'ailier droit au Skjern Håndbold.
Après avoir commencé sa carrière professionnelle dans son pays natal, notamment au Skjern Håndbold puis au Ribe-Esbjerg HH, il rejoint en 2016 le club français de l'Union sportive d'Ivry Handball puis le C' Chartres Métropole handball en 2019.

## Biographie

### Enfance et formation
Il est cousin avec Trine Troelsen, joueuse internationale danoise de handball.

### Confirmation au Ribe-Esbjerg HH
En janvier 2016, grâce à une clause dans son contrat, Morten Vium décide d’avancer d’un an la fin de son contrat avec le club danois du Ribe-Esbjerg HH, lui permettant d’être libre de tout engagement dès le mois de juin 2016. L'’ancien joueur des sélections juniors danoises déclare quelques mois plus tard : « J’ai senti qu’il était temps d’essayer quelque chose de nouveau. J’étais heureux à Ribe Esbjerg mais j’ai toujours rêvé de jouer à l’étranger et je sentais que le moment était venu ».

### Arrivée en France et Ivry
Malgré plusieurs opportunités, Vium n'a toujours pas trouvé de club mi-avril. Un recruteur de l'US Ivry, conseillé par Jan Paulsen, ancien Ivryen danois, le contacte sur Facebook alors que le club et son entraîneur slovène Rastko Stefanovic recherche un arrière droit[pas clair]. Après l'envoie de plusieurs vidéos et un essai concluant, il s'engage deux ans avec le club francilien. Sa compagne Sophie, avocate et ancienne joueuse de D2 danoise, s'engage comme demi-centre de l'équipe féminine val-de-marnaise.
Auteur d'une très bonne première partie de saison en championnat de France, il est ainsi nommé au titre de meilleur handballeur du mois en décembre 2016. En mars 2017, Vium est le deuxième meilleur buteur du championnat (99 buts), derrière la star parisienne Uwe Gensheimer. Le Danois termine troisième meilleur buteur du championnat pour ses grands débuts en Starligue (152 buts et 5,9 de moyenne).
Pour l'exercice 2017-2018, le Danois, qui est également le tireur attitré de penaltys de l’USI, se fracture l’index de la main gauche, sa main de tir, lors d’un choc avec un joueur adverse dès la deuxième journée fin septembre contre Aix, le rendant indisponible six à huit semaines. En novembre 2017, il prolonge d'un an son contrat avec l'US Ivry.
En D1 2018-2019, Vium finit cinquième meilleur buteur du championnat (138 buts). Le 8 mai 2019, il connaît son record de but sur penalty en championnat de France, avec neuf sentences marquées contre Dunkerque. Le 22 mai suivant, il réalise son meilleur match, en termes de réussite au tir (sans penalty) avec sept buts inscrits face à St-Raphaël. Ses buts participent au maintien obtenu par le club du Val-de-Marne. En trois saisons à Ivry, Vium possède une réussite de 75%.

### Poursuite à Chartres
Il rejoint pour de la saison 2019-2020 le club français de C' Chartres Métropole handball, nouveau promu en Starligue. Dès le 13 novembre 2019, il bat son record de but marqué dans un match de D1 française avec douze réalisations contre St-Raphaël. En janvier 2020, il prolonge son contrat jusqu'au terme de l'exercice 2020-2021. Mi-mars, alors que le championnat est arrêté pour l'épidémie de Covid-19, Vium est troisième meilleur buteur de Starligue avec près de six buts par match de moyenne, pour un total de 106 buts et 79% de réussite, la meilleure du top 10.
À l'été 2023, Morten Vium retourne au Danemark après avoir inscrit près de 600 buts en six saisons sur les parquets de l’Hexagone.

## Palmarès
Sur le plan collectif, le seul fait d'arme de Morten Vium est une défaite en finale de la Coupe du Danemark en 2012 avec le Skjern Håndbold.
Au niveau individuel, l'ailier danois termine troisième meilleur buteur du championnat de France 2016-2017 (152 buts), puis cinquième en 2018-2019 (138 buts). Il est aussi troisième en mars 2020, lors de la suspension de la compétition pour COVID-19 (106 buts).

## Statistiques

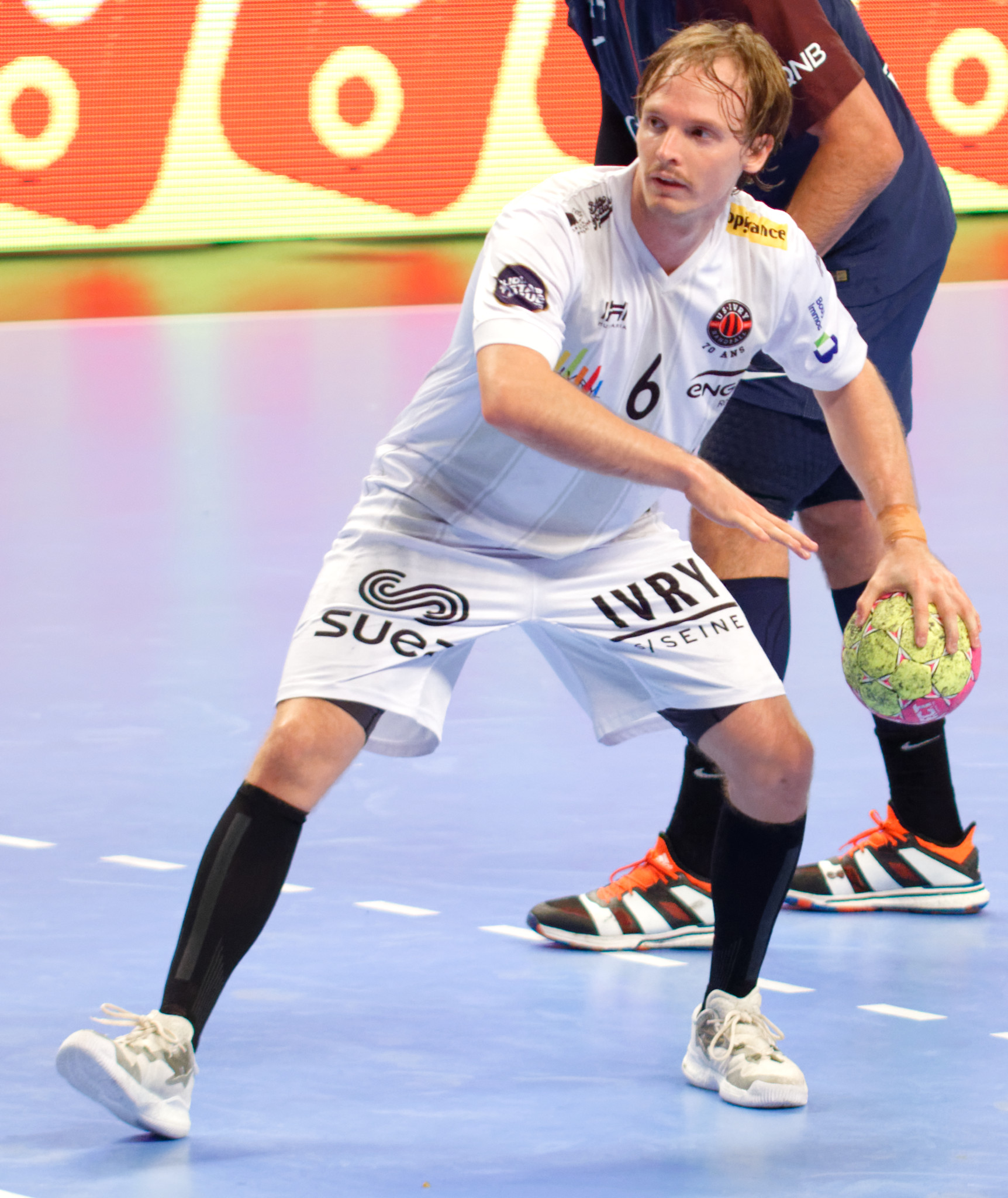
Morten Vium tirant un penalty avec l'US Ivry en 2017.

| Saison                | Club                  | Championnat           | Championnat | Championnat | Coupe nationale | Coupe nationale | Coupe de la Ligue | Coupe de la Ligue | Compétition(s) continentale(s) | Compétition(s) continentale(s) | Compétition(s) continentale(s) | Total | Total |
| Saison                | Club                  | Division              | M.          | B.          | M.              | B.              | M.                | B.                | Comp.                          | M.                             | B.                             | M.    | B.    |
| 2010-2011             | Stoholm Håndbold (da) | D2                    | -           | -           | -               | -               | -                 | -                 | -                              | -                              | -                              | 0     | 0     |
| 2011-2012             | Skjern Håndbold       | D1                    | -           | -           | -               | -               | -                 | -                 | C3                             | 4                              | -                              | 4     | 0     |
| 2012-2013             | Skjern Håndbold       | D1                    | -           | -           | -               | -               | -                 | -                 | -                              | -                              | -                              | 0     | 0     |
| Sous-total            | Sous-total            | Sous-total            | -           | -           | -               | -               | -                 | -                 | -                              | 4                              | 0                              | 4     | 0     |
| 2013-2014             | Ribe-Esbjerg HH       | D1                    | -           | -           | -               | -               | -                 | -                 | -                              | -                              | -                              | 0     | 0     |
| 2014-2015             | Ribe-Esbjerg HH       | D1                    | -           | -           | -               | -               | -                 | -                 | -                              | -                              | -                              | 0     | 0     |
| 2015-2016             | Ribe-Esbjerg HH       | D1                    | -           | -           | -               | -               | -                 | -                 | -                              | -                              | -                              | 0     | 0     |
| Sous-total            | Sous-total            | Sous-total            | -           | -           | -               | -               | -                 | -                 | -                              | -                              | -                              | 0     | 0     |
| 2016-2017             | US Ivry               | D1                    | 26          | 152         | -               | -               | 1                 | 4                 | -                              | -                              | -                              | 27    | 156   |
| 2017-2018             | US Ivry               | D1                    | 13          | 66          |                 |                 | 1                 | 8                 | -                              | -                              | -                              | 14    | 74    |
| 2018-2019             | US Ivry               | D1                    | 26          | 138         |                 |                 | 4                 | 17                | -                              | -                              | -                              | 30    | 155   |
| Sous-total            | Sous-total            | Sous-total            | 65          | 356         | -               | -               | 6                 | 29                | -                              | 0                              | 0                              | 71    | 385   |
| 2019-2020             | C' Chartres MHB       | D1                    | 18          | 106         |                 |                 | 3                 | 17                | -                              | -                              | -                              | 21    | 123   |
| Total sur la carrière | Total sur la carrière | Total sur la carrière | 83          | 462         | -               | -               | 9                 | 46                | -                              | 4                              | 0                              | 96    | 508   |